# Maison Belloir et Vazelle
Pour les articles homonymes, voir Belloir.
La Maison Belloir et Vazelle est une entreprise de tapisserie et décoration française, située à Paris. Créée en 1820 et active tout au long du XIXe siècle, elle produit notamment des décors pour de grandes manifestations publiques.

## Historique
L'entreprise de tapisserie, décoration et ameublement est fondée en 1820 par Pierre Jean Marie Belloir, (1783-1869) sous le nom de Maison Belloir père.
L'entreprise est reprise par ses fils Jules Pierre Belloir (1811 - 4 mars 1887) et Julien Belloir (1820 - 4 décembre 1883, Paris), puis par Julien seul, qui s'associe vers 1870 avec Georges Vazelle (19 avril 1819, Paris - 27 avril 1892, Paris). En 1883, elle est reprise par le fils de Jules, Paul Léon Belloir (22 janvier 1857, Paris - 15 mars 1929, Paris), associé à Georges Vazelle jusqu'au décès de ce dernier en 1892. 
Paul Léon Belloir est décoré du grade de chevalier de la Légion d'honneur en 1900, puis officier en 1926, au titre de sa participation à "la construction et à l'installation de nombreux pavillons et stands de l'Exposition internationale des Arts décoratifs et industriels modernes" de 1925. L'entreprise est rachetée par Cottin et Coquillart au début du XXe siècle.
Située rue de la Tixéranderie, rue du Roi-de-Sicile, 56 rue de la Victoire (1886) puis boulevard du Montparnasse (1891), l'entreprise produit des décors et tapisseries pour les grandes occasions :
- accession au trône de Louis-Philippe Ier,
- mariage de Ferdinand-Philippe d'Orléans en 1837,
- visite de l'empereur Nicolas II en 1896[8],
- fêtes lors de l'Exposition universelle de 1900,
- Exposition internationale des Arts décoratifs et industriels modernes[8],
- obsèques du président Paul Doumer en 1932[9],
- obsèques du commandant Jean-Baptiste Charcot et de l'équipage du Pourquoi-pas ? en 1936[10],

L'entreprise est fournisseur de la mairie de Paris ou encore d'administrations publiques (établissements scolaires, théâtres, palais de justice) pour les grandes manifestations publiques. Elle décore par exemple la cathédrale Notre-Dame de Paris.

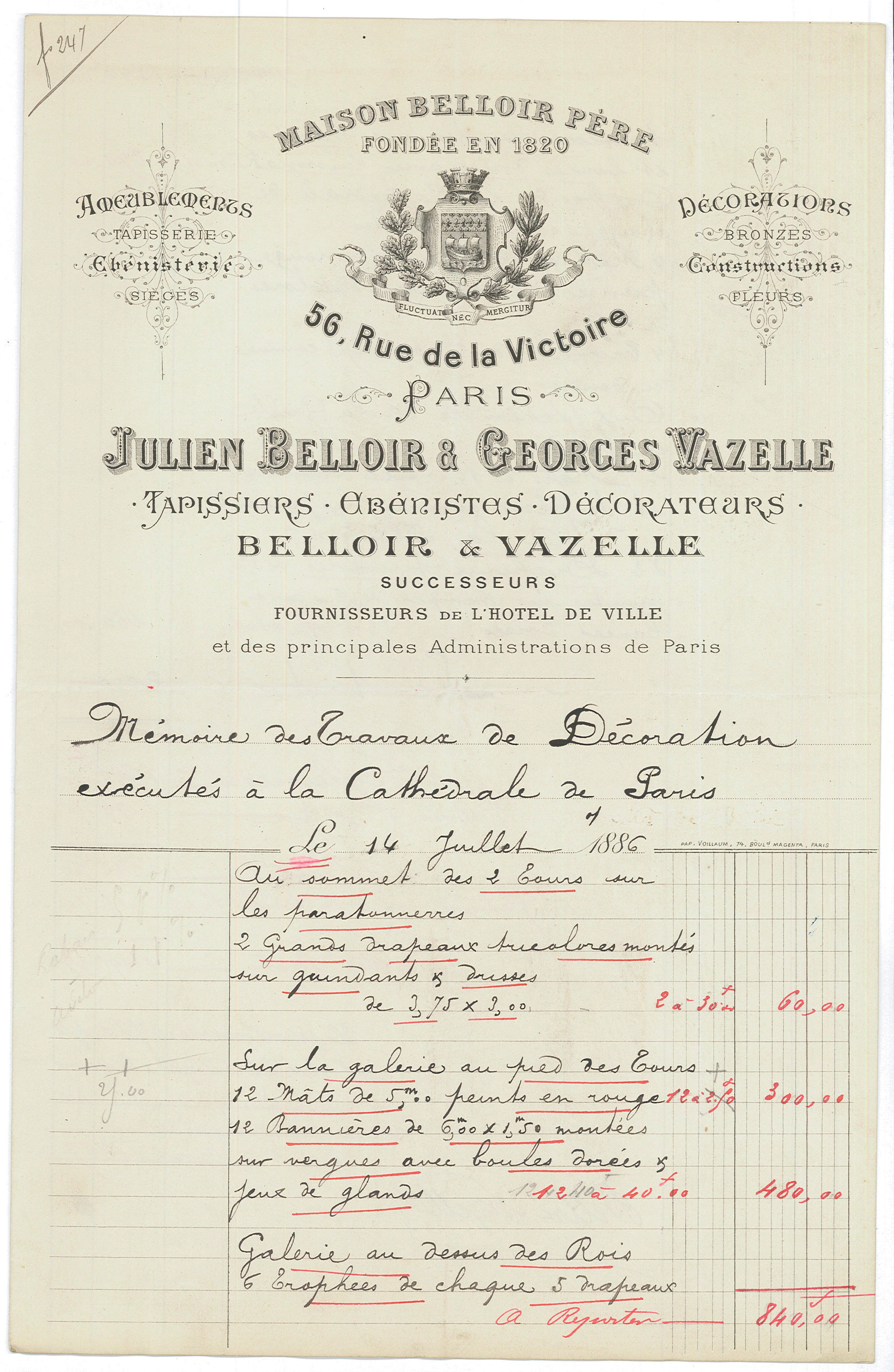
Papier à entête, 1886
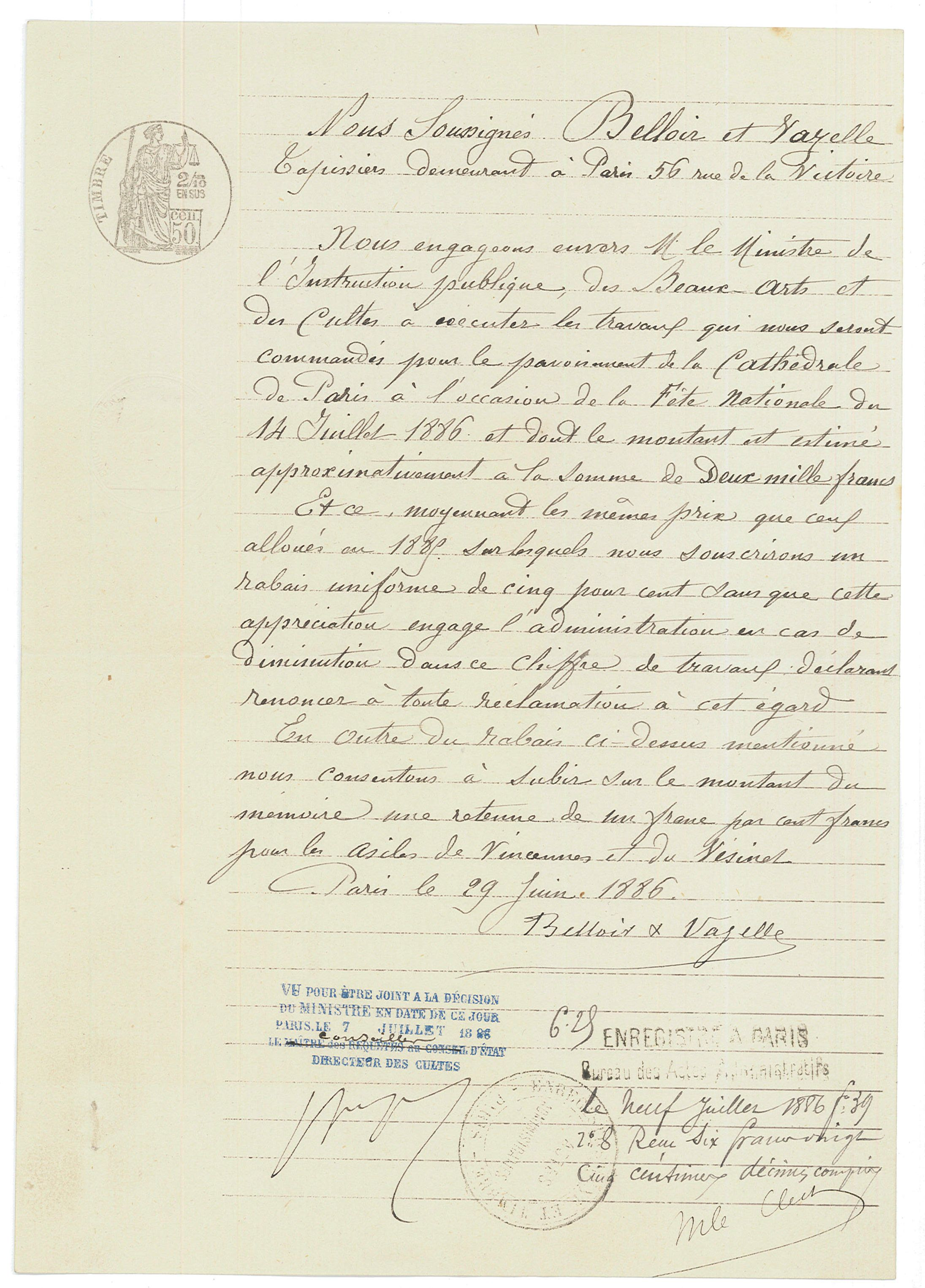
Soumission pour décoration de la Cathédrale Notre-Dame de Paris
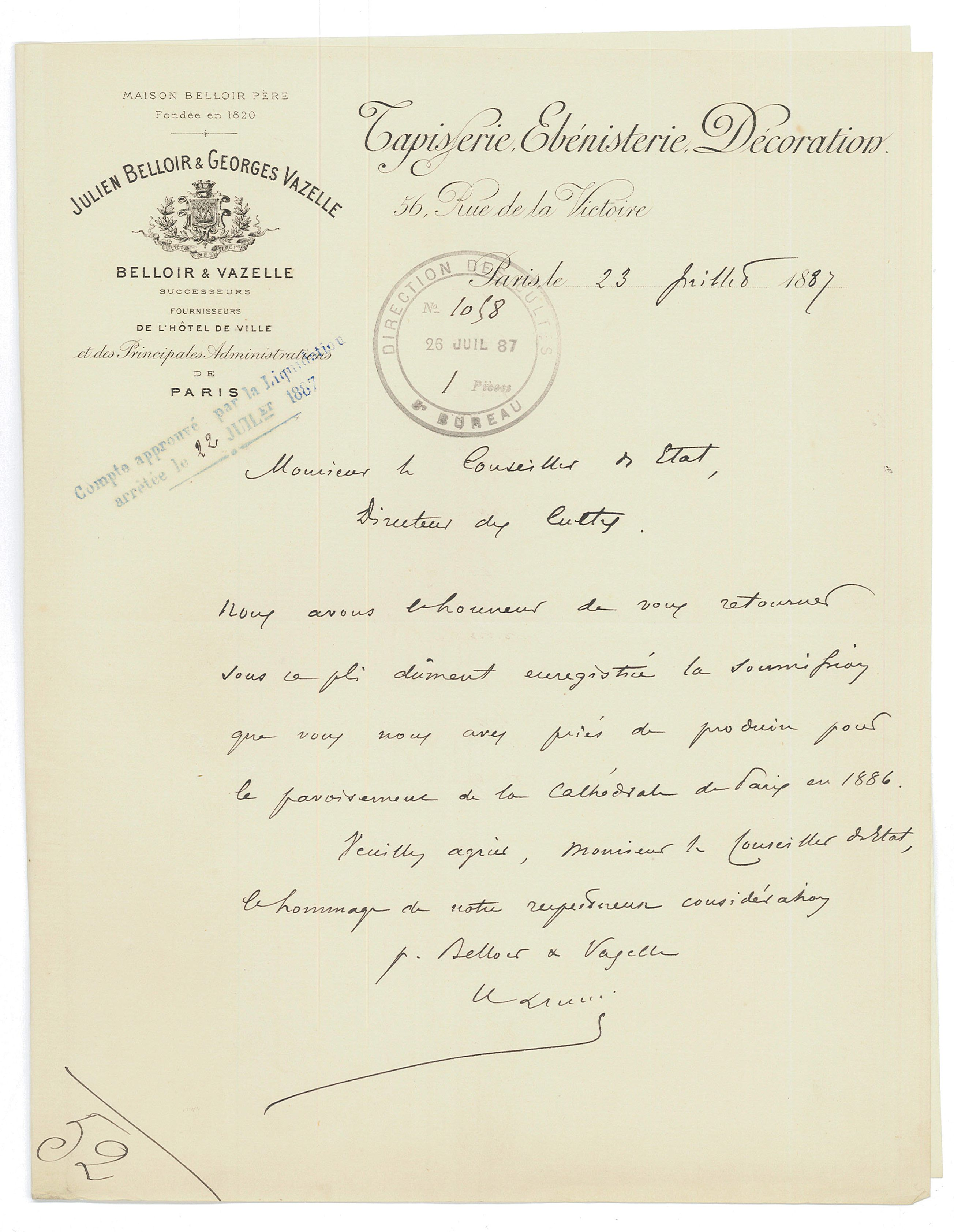
Papier à entête, 1887
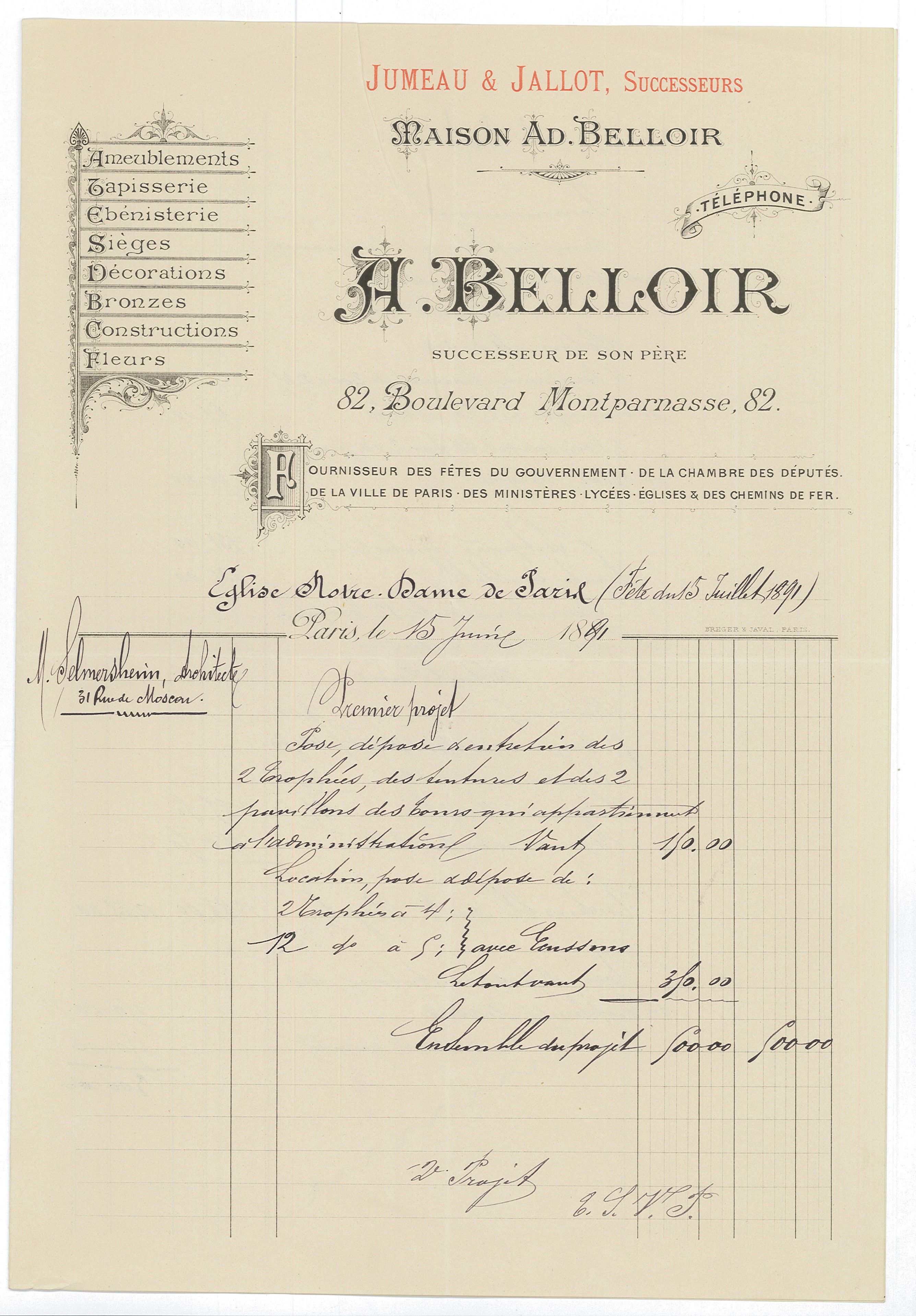
Papier à entête, 1891